# Nymphon galatheae
Nymphon galatheae är en havsspindelart som beskrevs av Fage, L. 1956. Nymphon galatheae ingår i släktet Nymphon och familjen Nymphonidae.
Artens utbredningsområde är Södra Ishavet. Inga underarter finns listade i Catalogue of Life.